# Ranitidina bismuto citrato
Ranitidina bismuto citrato è il farmaco di indicazione specifica contro l'ulcera gastrica, a base di citrato di ranitidina e bismuto.

## Indicazioni
Ulcera benigna gastrica e duodenale, esofagite da reflusso.

## Dosaggi
- Adulti,  Ulcera gastrica o duodenale benigna, 400 mg, per 4-8 settimane
- Bambini, uso sconsigliato

## Farmacodinamica
Essendo la ranitidina bismuto citrato un antagonista dei recettori H2, attraverso la riduzione della secrezione acida gastrica così ottenuta favorisce la risoluzione di eventuali gastriti e similari.

## Effetti indesiderati
Diarrea, cefalea, vertigine, astenia, rash, alopecia, vasculite, disturbi visivi, può anche annerire la lingua.
Deve essere utilizzata con prudenza in caso di insufficienza renale.